# Cherry Valley, Arkansas
Cherry Valley är en ort i Cross County i delstaten Arkansas, USA.